# 9069 Hovland
A 9069 Hovland (ideiglenes jelöléssel 1993 OV) egy kisbolygó a Naprendszerben. Eleanor F. Helin fedezte fel 1993. július 16-án.